# Miguel Buiza Fernández-Palacios
Miguel Buiza Fernández-Palacios (Sevilla, 25 de gener de 1898-Marsella, 23 de juny de 1963) va ser un militar i marí espanyol que durant la Guerra Civil va prestar els seus serveis en el bàndol republicà.

## Biografia
Miguel Buiza va néixer a Sevilla el 25 de gener de 1898. En 1915, quan comptava amb 17 anys, va ingressar en l'Escola Naval Militar, recentment inaugurada a l'Apostador de Cadis, i va ser ascendit al grau de capità de corbeta en 1932, ja durant la Segona República Espanyola. Hugh Thomas en les seves obres descriu a Buiza com un home reservat i valent, però tímid.

### Guerra Civil Espanyola
L'endemà passat d'haver esclatat la Guerra Civil Espanyola li va ser assignat el comandament del creuer Libertad, dirigint poc després, a l'agost de 1936, l'agrupació naval republicana que es va encarregar del desembarcament a Porto Cristo (Mallorca). El 2 de setembre d'aquest any va ser nomenat Almirall en Cap de la flota republicana, a qual va manar sense molta fortuna donada la ineficàcia amb la qual va actuar sota el seu comandament. El president Azaña reconeixia en les seves memòries la ineficàcia de l'Armada republicana, especialment en el fet de guanyar la guerra. Buiza seria rellevat del comandament de la flota un any més tard, a causa del desafortunat combat naval de cap Sersell, enfront de les costes d'Algèria, en la qual la Flota republicana va tenir una decebedora actuació contra el creuer Baleares, que va poder escapar enfront d'una clara superioritat republicana. Conseqüència d'aquest relleu, el 25 d'octubre va ser substituït en el comandament de la flota pel capità de navili (ascendit a Almirall) Luis González Ubieta, mentre que Buiza va ocupar successivament els càrrecs de cap de l'Estat Major de Marina, cap de la Junta de Recompenses i cap de la Secció de Personal, fins que, el 22 de gener de 1939, va ser designat de nou cap de la flota republicana. En aquest moment l'ofensiva de Catalunya estava arribant a la seva fi i, abans de partir cap a Cartagena per fer-se càrrec de la flota, Buiza havia disposat la marxa a França de la seva esposa, Maravillas, i les seves dues filles, però el 26 de gener, poc després de donar a llum i el mateix dia que les tropes franquistes obstaculitzen a la ciutat, la seva dona es va suïcidar a Barcelona.
El 16 de febrer va assistir a una reunió a l'aeròdrom de Los Llanos entre el president del Govern Juan Negrín i els principals dirigents militars republicans, a la qual van assistir els generals Leopoldo Menéndez, José Miaja, Manuel Matallana i Carlos Bernal; els coronels Segismundo Casado, Antonio Escobar i Domingo Moriones, i el tinent coronel Antonio Camacho. Es va exposar la necessitat de negociar amb Franco el final de la guerra, en vista de la pèssima situació militar de la República. Buiza, com a comandant en cap de l'Armada, va insistir en la necessitat de posar final a la guerra i va avisar que les tripulacions de l'Armada estaven fastiguejades pel desenllaç la guerra i properes a la insubordinació.
A principis de març, estant la flota republicana fondejada al port de Cartagena, el recentment nomenat Almirall va informar al president Negrín que una comissió representativa de les tripulacions de la flota havia constatat la impossibilitat de guanyar la guerra, sol·licitant de nou al Govern que pactés un acord de pau amb Franco a fi d'evitar el més que probable bombardeig aeri sobre les ja indefenses unitats de guerra republicanes. No obstant això, novament la seva petició va ser ignorada per Negrín, que a més va nomenar al comandant comunista Francisco Galán Rodríguez com a cap de la Base naval de Cartagena per assegurar-se de la seva fidelitat, la qual cosa va causar una gran indignació en l'Armada republicana i el seu comandaments. Tant Buiza com el comissari general de l'Armada, Bruno Alonso, van pensar atacar la ciutat i les casernes generals. La veritat és que Buiza era coneixedor, si és que no hi participava, de la conspiració que s'estava desenvolupant entre alguns militars i dirigents republicans contra el Govern de Negrín, però no va poder evitar l'esclat d'una revolta a la base de Cartagena, seguida per gran part la guarnició militar de la ciutat. Enmig d'aquesta situació, el 5 de març de 1939 va ordenar la partida de la flota republicana des de Cartagena, amb el que la República perdia els seus tres creuers, vuit destructors i altres unitats menors. Una vegada en alta mar, Buiza i les tripulacions dels vaixells van decidir posar rumb a la base naval de Bizerta, a Tunísia, on es van lliurar a les autoritats militars franceses.

### Exili
Després del lliurament de la flota i després d'uns mesos d'internament, en maig de 1939 Buiza va demanar l'ingrés en la Legió Estrangera Francesa amb el grau de capità, i en la qual va arribar a aconseguir el grau de comandant. El novembre de 1942, després del desembarcament aliat en el nord d'Àfrica, es va allistar al gaullista Corps francs d'Afrique (CFA) i va participar en la campanya de Tunísia, on la seva actuació li va valer la concessió de la Creu de Guerra amb Palmes. Encara que es va retirar en 1943, quan preparava les seves noces i pel que sembla per motius de salut, ja s'havia convertit en un símbol per als republicans que van continuar lluitant en la Segona Guerra Mundial, fins al punt que portava el seu nom, "Amiral Buiza", un dels blindats espanyols de la Divisió Leclerc que van participar en l'alliberament de París, l'únic batejat en honor d'una persona.
En 1947 va treballar al servei de les organitzacions que lluitaven pel reconeixement de l'Estat d'Israel, posant-se al comandament d'un vaixell mercant que transportava jueus al Mandat Britànic de Palestina. Va ser detingut per les autoritats britàniques i internat en un camp de concentració a Haifa. Una vegada alliberat es va establir a Orà, passant posteriorment a Marsella, on va morir el 23 de juny de 1963.